# 1216
1216 (MCCXVI) je bilo prestopno leto, ki se je po julijanskem koledarju začelo na petek.

## Dogodki

### Prva baronska vojna
- januar - Invazija Škotov pod vodstvom škotskega kralja Aleksandra II. na sever Anglije preusmeri pozornost angleškega kralja Ivana in s tem razbremeni uporne barone, ki se niso mogli upirati bolje oboroženim in opremljenim rojalistom. Rojalisti zavzamejo južno škotsko mesto Berwick-upon-Tweed in v desetih dneh napredujejo do Edinburgha.
- Papež Inocenc III. izobči francoskega kronskega princa Ludvika, ki je nameraval spodnesti kralja Ivana, le-ta pa kot papežev vazal uživa vso njegovo zaščito. Francoski kralj in oče Filip II. se ne meša v sinov projekt, najbrž pa mu da na razpolago vojsko.

- 21. maj - V južni Angliji se izkrca francoska invazijska armada pod vodstvom Ludvika. Londončani Francozom brez zadržkov odprejo mestna vrata in jih spustijo v London. V Katedrali Svetega Pavla razglasijo princa Ludvika za angleškega kralja.[1]
- 14. junij - Ludvik že nadzoruje skoraj polovico Anglije. Tega dne zasede mesto Winchester.
- september - Kljub vsem težavam začno rojalisti z veliko protiofenzivo in prodro v vzhodno Anglijo. Kralj Ivan huje zboli z grižo. Hkrati s severa ponovno vdre škotski kralj Aleksander II., ki prodira proti jugu Anglije, da bi združil svoje sile s francoskimi. Rojalisti in Škoti se na vsak svoji poti za las zgrešijo, ne da bi vedeli drug drugega v bližini.
- 18./19. oktober - Ko se je zdelo, da je že celotna Anglija pod Ludvikovim nadzorom, tok dogodkov preobrne smrt angleškega kralja Ivana Brez zemlje. Nekaj baronov zamenja strani in priseže zvestobo novemu mladoletnemu kralju Henriku III., sinu umrlega kralja Ivana.
- 11. november - Regentstvo prevzame voditelj rojalistov kambronormanski grof William Marshal, 1. grof Pembroke kljub visoki starosti 70 let. Baronska vojna dobi značilnosti angleško-francoske vojne.
- 12. november - Lojalisti pod vodstvom Williama Marshala in papeškega legata Gualaja Biccheirija revidirajo Veliko listino svoboščin. Od prvotno 61 ohranijo zgolj 42 členov, med katerimi najbolj škodljive za kralja, kot je npr. možnost razlastitve, izbrišejo. Ločeno listino izdajo še za Irsko. 1217 ↔
  - Po smrti  valižanskega kralja žepne kraljevine Powys Gwenwynwyna ap Owaina se južnega Powysa polasti valižanski kralj Gwynedda Llywelyn Veliki. Zahtevo po tem majhnem kosu ozemlja ohrani Gwenwynwynov sin Gruffydd ap Gwenwynwyn.↓
  - → Llywelyn Veliki izkoristi zaposlenost Angležev z baronsko vojno, skliče valižansko plemstvo in okliče Kneževino Wales (Tywysogaeth Cymru) v mejah, iz katerih je izvzeta kambronormanska Valižanska marka. S tem Kraljevina Gwynedd preneha obstajati hkrati z nazivom "kralja" Gwynedda, ki ga zamenja naziv valižanskega princa (ang. Prince of Wales, val. Tywysog Cymru).

### Albižanska križarska vojna
- april - Touluški grof Rajmond VI. Touluški in njegov sin Rajmond VII. se vrneta v južno Francijo. Njun prihod vzbudi spontano organizacijo uporov proti okupacijskim križarjem.
- 6. junij - 24. avgust - Grofič Rajmond VII. oblega in zavzame križarsko utrdbo Beaucaire. Ker mu je skupaj z očetom Rajmondom VI. spodletela diplomacija pri papežu, se odloči, da bo svojo dednino izterjal nazaj s silo. 
  - Voditelj križarjev Simon de Montfort, 5. grof Leicester prične z obleganjem Beaucaireja.
- julij - Novica o smrti papeža Inocenca III. za nekaj časa ustavi ofenzivo križarske vojske.
- september - Grof Rajmond VI. je medtem v izgnanstvu v Aragoniji. Simon de Montfort dobi (napačno) novico, da se mu bliža Rajmond VI. z vojsko, zato zapusti Beaucaire, da bi mu šel naproti. Spotoma zatre upor v Toulousu. 1217 →

### Ostalo
- pomlad - Papež Inocenc III. poskuša pobotati italijanski pomorski republiki Genovo in Piso. Za Pisance prekliče izobčenje, ki ga je uveljavil predhodni papež Celestin III.
- 10. april - Po smrti švedskega kralja Erika X. iz hiše Erik švedsko plemstvo postavi na prestol mladoletnega rivala iz hiše Sverker, Ivana Sverkerssona.
- 22. april - Bitka pri Lipici, Kijevska Rusija: notranji dinastični obračun znotraj propadajoče Kijevske Rusije za dednino umrlega vladimirskega velikega kneza Vsevoloda III. z vzdevkom Veliko gnezdo. Vojska kijevskega velikega kneza Konstantina Vsevolodoviča premaga vojsko mlajših bratov Jurija in Jaroslava.
- 11. junij - Umorjen je latinski cesar Konstantinopla Henrik Flandrijski. Sumi se, da ga je zastrupila njegova soproga Marija Bolgarska, ki zatem izgine iz zgodovine. 1217 ↔
- 16. julij - Papež Inocenc III. umre v Perugiji.↓
- 24. julij - Za novega papeža je izvoljen Honorij III., 177. papež po seznamu.[2]
  - Med prvimi dejanji novega papeža je potrditev meniškega reda dominikancev.
- 8. oktober - Umrlega ajubidskega emirja Alepa Malika al-Zahirja nasledi mladoletni sin Al-Aziz Muhamed. Regentstvo prevzame poveljnik mamelukov.
- Šampanja, Francija: začetek vojne za nasledstvo v Šampanji (1216-1222), med regentinjo Balanko Navarsko, ki zastopa interes mladoletnega sina Teobalda IV., in lokalnimi šampanjskimi baroni. 1218 ↔
- Umrlo grofico Boulogneja Ido Boulognsko podeduje njena hči Matilda II.
- Umrlega konstantinopelskega pravoslavnega patriarha Teodorja II. (v izgnanstvu v Nikeji) nasledi Maksim II.
- Začetek pisanja večavtorske angleške kronike »Cvetje zgodovine« (Flores Historiarum).
- Dresden postane mesto.

- Armenski kralj Leon I. osvoji Antiohijo v korist nečaka Rajmonda-Rupena. Antioški knez Bohemond IV. je prisiljen bežati.
- Osrednja Azija: potem ko je Džingiskan dobil od  horezmijskega sultana Mohameda II. zagotovilo, da ne bo pomagal uzurpatorju Karakitanskega kanata Kučluku, preda vsa pooblastila mongolskemu generali Džebeju, da opravi s karakitansko grožnjo. 1217 ↔

## Rojstva
Neznan datum
- Erik IV., danski kralj († 1250)
- Erik XI., švedski kralj († 1250)
- Henrik V., luksemburški grof († 1281)
- Izabela Kilikijska, kraljica in regentinja Kilikijske Armenije († 1252)
- Izabela Lusignanska, ciprska princesa, antiohijska kneginja, jeruzalemska regentinja († 1264)
- Poncij I., grof Urgella († 1243)
- Robert I., grof Artoisa, sin francoskega kralja Ludvika VIII. († 1250)
- Zahed Gilani, perzijski mistik, sufi († 1301)

## Smrti
- 10. april - Erik X., švedski kralj (* 1180)
- 11. junij - Henrik Flandrijski, latinski cesar Konstantinopla (* 1176)
- 16. julij - papež Inocenc III. (* 1161)
- 8. oktober - Malik al-Zahir, emir Alepa, Saladinov sin (* 1172)
- 19. oktober - Ivan Brez zemlje, angleški kralj (* 1166)

Neznan datum
- Gwenwynwyn ap Owain, valižanski kralj južnega Powysa
- Ida Boulognska, grofica Boulogneja (* 1160)
- Šota Rustaveli, gruzijski pesnik (* 1172)
- Teodor II. Irinik, konstantinopelski pravoslavni patriarh
- Tomei Kamo, japonski pesnik (* 1153)